# Cernusco sul Naviglio
Cernusco sul Naviglio – miasto i gmina we Włoszech, w regionie Lombardia, w prowincji Mediolan.
Według danych na rok 2004 gminę zamieszkiwało 26 387 osób, 2029,8 os./km².